# Лойфман, Исаак Яковлевич
Исаа́к Яко́влевич Ло́йфман (17 декабря 1927, Соболевка, Винницкая область, Украинская ССР, СССР — 5 марта 2004, Екатеринбург, Российская Федерация) ― советский российский философ, доктор философских наук (1975), профессор (1975) кафедры философии и культурологии Института по переподготовке и повышению квалификации преподавателей гуманитарных и социальных наук Уральского государственного университета (1975—2004), Заслуженный деятель науки Российской Федерации (1995).

## Биография
Родился 17 декабря 1927 года в селе Соболевка Винницкой области Украинской ССР.
В 1951 году окончил физико-математический факультет Уральского государственного университета. Работал учителем физики в средней школе, затем преподавал в Уральском политехническом институте. С 1962 года и до самой кончины в 2004 году преподавал философию в Уральском университете.
В 1963 году защитил кандидатскую диссертацию на тему «Историческое развитие и философское значение категорий притяжения и отталкивания». В 1975 году успешно защитил докторскую диссертацию на тему «Принципы физики и философские категории». В том же году избран профессором кафедры философии и культурологии Института по переподготовке и повышению квалификации преподавателей гуманитарных и социальных наук Уральского университета.
Лойфман внёс значительный вклад в создании и развитии в Уральском университете философского факультета, Института повышения квалификации преподавателей общественных наук, Межвузовского центра проблем непрерывного гуманитарного образования.
Сферой его научных интересов являются теории научного познания, в частности: гносеологическая триада «предметность — оперативность — оценочность» как модель субъективного образа объективного мира; полярные категории диалектики как элементарный круг познания структуры, функционирования и развития предмета и тд.
Также работал ответственным редактором сборников научных трудов по теории отражения, категориям диалектики, мировоззренческим универсалиям культуры. Среди учеников Исаака Лойфмана 42 человека стали кандидатами и 21 ― докторами философских наук. В 1996 году избран Действительным членом Академии гуманитарных наук.
Награждён медалями «За доблестный труд», «Ветеран труда» и др. Его заслуги в области высшего образования отмечены знаком «За отличные успехи в работе». В 1995 году Лойфману присвоено почётное звание «Заслуженный деятель науки Российской Федерации».
Умер 5 марта 2004 года в Екатеринбурге, похоронен на почётной секции Широкореченского кладбища.

## Награды и звания
- Заслуженный деятель науки Российской Федерации (1995)
- Медаль «В ознаменование 100-летия со дня рождения Владимира Ильича Ленина»
- Медаль «Ветеран труда»